# Denemarken op de Olympische Zomerspelen 1908
Denemarken nam deel aan de Olympische Zomerspelen 1908 in Londen, Engeland. Vier jaar eerder namen ze niet deel.

## Medailleoverzicht
| Sport     | Olympiër | Discipline               | Medaille |
| --------- | --- | ------------------------ | -------- |
| Voetbal   | Peter Andersen Johannes Gandil Sophus Nielsen Magnus Beck Knud Hansen Oskar Nørland Ødbert E. Bjarnholt August Lindgren Bjørn Rasmussen Harald Bohr Einar Middelboe Vilhelm Wolfhagen Charles Buchwald Kristian Middelboe Ludvig Drescher Nils Middelboe | mannen                   | Zilver   |
| Zwemmen   | Ludvig Dam | 100m rugslag (m)         | Zilver   |
| Worstelen | Anders Andersen | -73kg Grieks-Romeins (m) | Brons    |
| Worstelen | Carl Jensen | -93kg Grieks-Romeins (m) | Brons    |
| Worstelen | Søren Marinus Jensen | +93kg Grieks-Romeins (m) | Brons    |

## Resultaten per onderdeel

### Atletiek
| Olympiër            | Discipline               | Resultaat | Prestatie                                      |
| ------------------- | ------------------------ | --------- | ---------------------------------------------- |
| Axel Petersen       | 100m (m)                 | series    | serie 9: 2de in 11,5                           |
| Kjeld Nielsen       | 1500m (m)                | series    | serie 2: 6de                                   |
| Julius Jørgensen    | 5 mijl (m)               | series    | serie 3: 3de in 28.08,8                        |
| Kjeld Nielsen       | 5 mijl (m)               | series    | serie 2: 4de in 27.04,8                        |
| Rudy Hansen         | marathon (m)             | 26e       | 3:53.15,0                                      |
| Julius Jørgensen    | marathon (m)             | 23e       | 3:47.44,0                                      |
| Arne Højme          | 3500m snelwandelen (m)   | series    | serie 1: 6de in 17.23,4                        |
| Charles Vestergaard | 3500m snelwandelen (m)   | 6e        | serie 2: 2de in 17.07,0 finale: 6de in 17.21,8 |
| Arne Højme          | 10 mijl snelwandelen (m) | DNF       | serie 1: niet gefinisht                        |
| Charles Vestergaard | 10 mijl snelwandelen (m) | DNF       | serie 2: niet gefinisht                        |
| Svend Langkjær      | staand verspringen (m)   | 8-25e     |                                                |
| Svend Langkjær      | staand hoogspringen (m)  | 8e        | 1,42m                                          |
| Harald Agger        | hamerslingeren (m)       | 10-19e    |                                                |

### Boksen
| Olympiër         | Discipline  | Resultaat | Prestatie                          |
| ---------------- | ----------- | --------- | ---------------------------------- |
| Hemming Hansen   | -63,5kg (m) | 9e        | 1ste ronde: V van GBR Johnson: 0-2 |
| Waldemar Holberg | -63,5kg (m) | 9e        | 1ste ronde: V van GBR Wells: 1-2   |

### Schermen
| Olympiër                                                            | Discipline     | Resultaat | Prestatie |
| ------------------------------------------------------------------- | -------------- | --------- | --- |
| Otto Becker                                                         | degen (m)      | 50e       | 1ste ronde groep D: 2de met 4 overwinningen                                                                                      |
| Frantz Jørgensen                                                    | degen (m)      | 64e       | 1ste ronde groep I: 5de met 3 overwinningen                                                                                      |
| Ejnar Levison                                                       | degen (m)      | 34e       | 1ste ronde groep C: 2de met 3 overwinningen 2de ronde groep 1: 5de met 1 overwinning                                             |
| Ivan Osiier                                                         | degen (m)      | 20e       | 1ste ronde groep E: 2de met 5 overwinningen 2de ronde groep 2: 2de met 2 overwinningen                                           |
| Lauritz Christian Østrup                                            | degen (m)      | 13e       | 1ste ronde groep A: 1ste met 5 overwinningen 2de ronde groep 2: 1ste met 3 overwinningen halve finale 2: 6de met 5 overwinningen |
| Herbert Sander                                                      | degen (m)      | 45e       | 1ste ronde groep B: 4de met 2 overwinningen                                                                                      |
| Ejnar Levison Ivan Osiier Lauritz Østrup Herbert Sander Otto Becker | degen team (m) | 4e        | 1ste ronde: V van Frankrijk: 6-10 herkansingen: v van Groot-Brittannië: 8-9                                                      |
| Harald Krenchel                                                     | sabel (m)      | 58e       | 1ste ronde groep D: 5de met 1 overwinning                                                                                        |
| Lauritz Østrup                                                      | sabel (m)      | 12e       | 1ste ronde groep I: 1ste met 4 overwinningen 2de ronde groep 8: 1ste met 2 overwinningen halve finale 2: 6de met 3 overwinningen |
| Einar Schwartz-Nielsen                                              | sabel (m)      | 31e       | 1ste ronde groep E: 1ste met 2 overwinningen 2de ronde groep 8: 4de met 0 overwinningen                                          |

### Schietsport
| Olympiër | Discipline                | Resultaat | Prestatie                 |
| --- | ------------------------- | --------- | ------------------------- |
| Christian Christensen                                                                                       | 300m vrij geweer (m)      | 48e       | 501 punten: (0-202-299)   |
| Lorents Jensen                                                                                              | 300m vrij geweer (m)      | 51e       | 321 punten: (0-46-275)    |
| Niels Laursen                                                                                               | 300m vrij geweer (m)      | 33e       | 712 punten: (202-224-286) |
| Poul Liebst                                                                                                 | 300m vrij geweer (m)      | 42e       | 645 punten: (187-197-261) |
| Lars Jørgen Madsen                                                                                          | 300m vrij geweer (m)      | 14e       | 813 punten: (236-294-283) |
| Christian Pedersen                                                                                          | 300m vrij geweer (m)      | 18e       | 780 punten: (191-278-311) |
| Hans Christian Schultz                                                                                      | 300m vrij geweer (m)      | 21e       | 769 punten: (223-257-289) |
| Niels Andersen Lars Jørgen Madsen Ole Olsen Christian Christensen Christian Pedersen Hans Christian Schultz | 300m vrij geweer team (m) | 4e        | 4543 punten               |
| Niels Andersen Christian Christensen Lorents Jensen Niels Laursen Julius Hillemann-Jensen Ole Olsen         | militair geweer team (m)  | 8e        | 1909 punten               |

### Turnen
| Olympiër | Discipline | Resultaat | Prestatie  |
| --- | ---------- | --------- | ---------- |
| Carl Andersen Hans Bredmose Jens Chievitz Arvor Hansen Christian Hansen Ingvardt Hansen Einar Hermann Knud Holm Poul Holm Oluf Husted-Nielsen Charles Jensen Gorm Jensen Hendrik Johansen Harald Klem Robert Madsen Viggo Meulengracht-Madsen Lukas Nielsen Oluf Olsson Niels Petersen Nicolai Philipsen Hendrik Rasmussn Viktor Rasmussen Marius Thuesen Niels Turin Nielsen | team (m)   | 4e        | 378 punten |

### Voetbal
| Olympiër | Discipline | Resultaat | Prestatie                                                                                                  |
| --- | ---------- | --------- | --- |
| Peter Andersen Johannes Gandil Sophus Nielsen Magnus Beck Knud Hansen Oskar Nørland Ødbert E. Bjarnholt August Lindgren Bjørn Rasmussen Harald Bohr Einar Middelboe Vilhelm Wolfhagen Charles Buchwald Kristian Middelboe Ludvig Drescher Nils Middelboe | mannen     | Zilver    | 1ste ronde: W van Frankrijk B: 9-0 halve finale: W van Frankrijk: 17-1 finale: V van Groot-Brittannië: 0-2 |

### Worstelen
| Olympiër             | Discipline     | Resultaat      | Prestatie |
| Grieks-Romeins       | Grieks-Romeins | Grieks-Romeins | Grieks-Romeins                                                                                                   |
| -------------------- | -------------- | -------------- | --- |
| Carl Carlsen         | -66,6kg (m)    | 9e             | 1ste ronde: W van BEL Hansen 2de ronde: V van FIN Lindén                                                         |
| Christian Carlsen    | -66,6kg (m)    | 17e            | 1ste ronde: V van GBR Hawkins                                                                                    |
| Anders Møller        | -66,6kg (m)    | 5e             | 1ste ronde: W van BEL Steens 2de ronde: W van GBR Faulkner kwartfinale: V van FIN Lindén                         |
| Anders Andersen      | -73kg (m)      | Brons          | 1ste ronde: vrij 2de ronde: W van NED Lorenz kwartfinale: W van NED Belmer halve finale: V van SWE Mårtensson    |
| Johannes Eriksen     | -73kg (m)      | 5e             | 1ste ronde: vrij 2de ronde: W van GBR Bacon kwartfinale: V van SWE Andersson                                     |
| Jóhannes Jósepsson   | -73kg (m)      | 4e             | 1ste ronde: vrij 2de ronde: W van HUN Orosz kwartfinale: V van SWE Frank                                         |
| Axel Larsson         | -73kg (m)      | 5e             | 1ste ronde: W van NED Duijm 2de ronde: W van NED Lelie kwartfinale: V van SWE Mårtensson                         |
| Harald Christiansen  | -93kg (m)      | 17e            | 1ste ronde: V van SWE Larsson                                                                                    |
| Carl Jensen          | -93kg (m)      | Brons          | 1ste ronde: vrij 2de ronde: W van NED van Oosten kwartfinale: W van GBR Banbrook halve finale: V van FIN Saarela |
| Henri Nielsen        | -93kg (m)      | 17e            | 1ste ronde: V van FIN Saarela                                                                                    |
| Carl Jensen          | +93kg (m)      | 5e             | 1ste ronde: V van HUN Weisz                                                                                      |
| Søren Marinus Jensen | +93kg (m)      | Brons          | 1ste ronde: vrij 2de ronde: V van HUN Weisz                                                                      |

### Zwemmen
| Olympiër                                               | Discipline            | Resultaat | Prestatie                                                        |
| ------------------------------------------------------ | --------------------- | --------- | ---------------------------------------------------------------- |
| Poul Holm                                              | 100m vrije slag (m)   | series    | serie 3: 3-5de                                                   |
| Harald Klem                                            | 100m vrije slag (m)   | series    | serie 1: 3-5de                                                   |
| Hjalmar Saxtorph                                       | 100m vrije slag (m)   | series    | serie 5: 4-5de                                                   |
| Poul Holm                                              | 400m vrije slag (m)   | series    | serie 5: 2de                                                     |
| Hjalmar Saxtorph                                       | 400m vrije slag (m)   | series    | serie 7: 4-5de                                                   |
| Ludvig Dam                                             | 100m rugslag (m)      | Zilver    | serie 4: 2de in 1.26,4 halve finale 1: 2de finale: 2de in 1.26,6 |
| Harald Klem                                            | 200m schoolslag (m)   | series    | serie 6: 3de                                                     |
| Poul Holm Harald Klem John Ludvig Dam Hjalmar Saxtorph | 4x200m vrije slag (m) | 5e        | serie 1: 2de in 12.53,0                                          |

Argentinië · Australazië · België · Bohemen · Canada · Denemarken · Duitsland · Finland · Frankrijk · Griekenland · Groot-Brittannië · Hongarije · Italië · Nederland · Noorwegen · Oostenrijk · Rusland · Turkije · Verenigde Staten · Zuid-Afrika · Zweden · Zwitserland